# Saint-Michel (Ariège)
Pour les articles homonymes, voir Saint-Michel.
Saint-Michel est une commune française située dans le département de l'Ariège, en région Occitanie. Sur le plan historique et culturel, la commune fait partie du Pédaguès, ancienne appellation remplacée au XXIe siècle par la dénomination géographique de Terrefort ariégeois, constitué des terreforts de Pamiers et de Saverdun, sur la rive gauche de l'Ariège.
Exposée à un climat océanique altéré, elle est drainée par le Latou et par divers autres petits cours d'eau.
Saint-Michel est une commune rurale qui compte 91 habitants en 2022, après avoir connu un pic de population de 290 habitants en 1856. Ses habitants sont appelés les Saint-Micheliens ou Saint-Micheliennes.

## Géographie

### Localisation
La commune de Saint-Michel se trouve dans le département de l'Ariège, en région Occitanie.
Elle se situe à 21 km à vol d'oiseau de Foix, préfecture du département, et à 9 km de Pamiers, sous-préfecture.
Les communes les plus proches sont : 
Lescousse (2,3 km), Madière (3,4 km), Saint-Martin-d'Oydes (4,0 km), Escosse (4,0 km), Saint-Amans (4,4 km), Unzent (4,9 km), Monesple (4,9 km), Artigat (5,1 km).
Sur le plan historique et culturel, Saint-Michel fait partie du Pédaguès, ou Podaguès, ancienne appellation remplacée au XXIe siècle par la dénomination géographique de Terrefort ariégeois, constitué des terreforts de Pamiers et de Saverdun, sur la rive gauche de l'Ariège.
Les communes limitrophes sont  Artigat, Escosse, Lescousse, Madière et Saint-Martin-d'Oydes.
| Saint-Martin-d'Oydes | Lescousse    |         |
| Artigat              | Saint-Michel | Escosse |
|                      | Madière      |         |

### Géologie et relief
La commune est située dans le Bassin aquitain, le deuxième plus grand bassin sédimentaire de la France après le Bassin parisien. Les terrains affleurants sur le territoire communal sont constitués de roches sédimentaires datant du Cénozoïque, l'ère géologique la plus récente sur l'échelle des temps géologiques, débutant il y a 66 millions d'années. La structure détaillée des couches affleurantes est décrite dans la feuille « n°1057 - Pamiers » de la carte géologique harmonisée au 1/50 000ème du département de l'Ariège, et sa notice associée.
La superficie cadastrale de la commune publiée par l’Insee, qui sert de références dans toutes les statistiques, est de 5,92 km2,. La superficie géographique, issue de la BD Topo, composante du Référentiel à grande échelle produit par l'IGN, est quant à elle de 5,87 km2.  L'altitude du territoire varie entre 310 m et 434 m.

### Hydrographie

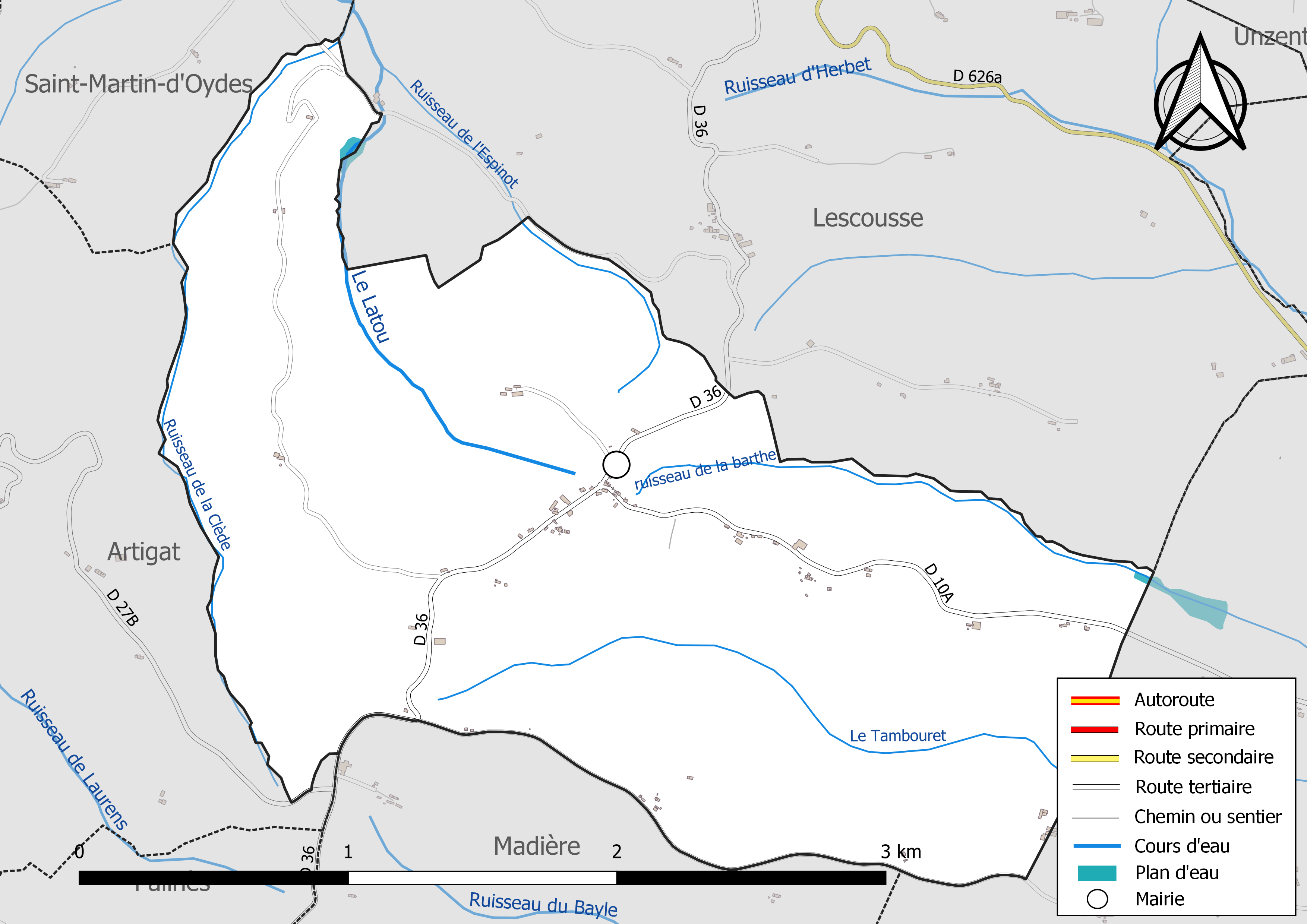
Réseaux hydrographique et routier de Saint-Michel.

La commune est dans le bassin versant de la Garonne, au sein du bassin hydrographique Adour-Garonne. Elle est drainée par le Latou, le Tambouret, le ruisseau de la Clède, le ruisseau de l'Espinot et par un petit cours d'eau, constituant un réseau hydrographique de 9 km de longueur totale,.
Le Latou, d'une longueur totale de 17,2 km, prend sa source dans la commune de Saint-Michel et s'écoule du sud-est vers le nord-ouest. Il traverse la commune et se jette dans la Lèze à Saint-Ybars, après avoir traversé 7 communes.

### Climat
Pour des articles plus généraux, voir Climat de l'Occitanie et Climat de l'Ariège.
En 2010, le climat de la commune est de type climat océanique altéré, selon une étude s'appuyant sur une série de données couvrant la période 1971-2000. En 2020, Météo-France publie une typologie des climats de la France métropolitaine dans laquelle la commune est exposée à un climat de montagne et est dans la région climatique Pyrénées centrales, caractérisée par une pluviométrie annuelle de 1 000 à 1 200 mm.
Pour la période 1971-2000, la température annuelle moyenne est de 12,3 °C, avec une amplitude thermique annuelle de 15,3 °C. Le cumul annuel moyen de précipitations est de 882 mm, avec 9,6 jours de précipitations en janvier et 6,3 jours en juillet. Pour la période 1991-2020, la température moyenne annuelle observée sur la station météorologique la plus proche, située sur la commune de Montaut à 13 km à vol d'oiseau, est de 13,7 °C et le cumul annuel moyen de précipitations est de 677,1 mm,. Pour l'avenir, les paramètres climatiques de la commune estimés pour 2050 selon différents scénarios d'émission de gaz à effet de serre sont consultables sur un site dédié publié par Météo-France en novembre 2022.

### Milieux naturels et biodiversité
Aucun espace naturel présentant un intérêt patrimonial n'est recensé sur la commune dans l'inventaire national du patrimoine naturel,,.

## Urbanisme

### Typologie
Au 1er janvier 2024, Saint-Michel est catégorisée commune rurale à habitat très dispersé, selon la nouvelle grille communale de densité à 7 niveaux définie par l'Insee en 2022.
Elle est située hors unité urbaine et hors attraction des villes,.

### Occupation des sols
L'occupation des sols de la commune, telle qu'elle ressort de la base de données européenne d’occupation biophysique des sols Corine Land Cover (CLC), est marquée par l'importance des territoires agricoles (64,4 % en 2018), une proportion identique à celle de 1990 (64,4 %). La répartition détaillée en 2018 est la suivante : 
prairies (36 %), forêts (35,6 %), zones agricoles hétérogènes (21,4 %), terres arables (7 %). L'évolution de l’occupation des sols de la commune et de ses infrastructures peut être observée sur les différentes représentations cartographiques du territoire : la carte de Cassini (XVIIIe siècle), la carte d'état-major (1820-1866) et les cartes ou photos aériennes de l'IGN pour la période actuelle (1950 à aujourd'hui).

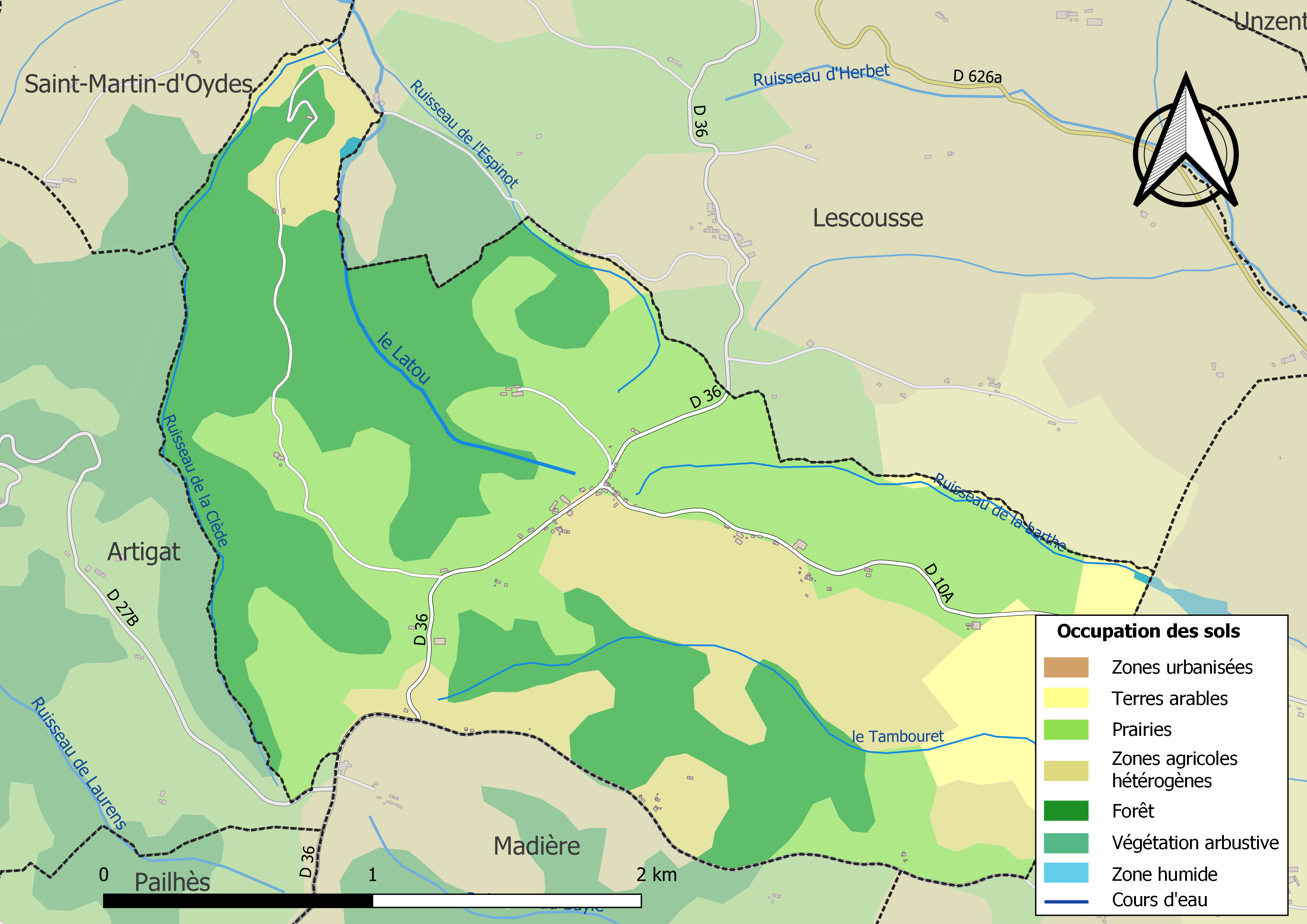
Carte des infrastructures et de l'occupation des sols de la commune en 2018 (CLC).

### Habitat et logement
En 2018, le nombre total de logements dans la commune était de 42, alors qu'il était de 44 en 2013 et de 41 en 2008.
Parmi ces logements, 81,6 % étaient des résidences principales, 2,6 % des résidences secondaires et 15,8 % des logements vacants. Ces logements étaient pour 93,6 % d'entre eux des maisons individuelles et pour 2,1 % des appartements.
Le tableau ci-dessous présente la typologie des logements à Saint-Michel en 2018 en comparaison avec celle de l'Ariège et de la France entière. Une caractéristique marquante du parc de logements est ainsi une proportion de résidences secondaires et logements occasionnels (2,6 %) inférieure à celle du département (24,6 %) mais supérieure à celle de la France entière (9,7 %). Concernant le statut d'occupation de ces logements, 84,2 % des habitants de la commune sont propriétaires de leur logement (85,7 % en 2013), contre 66,3 % pour l'Ariège et 57,5 % pour la France entière.
| Typologie                                               | Saint-Michel | Ariège | France entière |
| ------------------------------------------------------- | ------------ | ------ | -------------- |
| Résidences principales (en %)                           | 81,6         | 65,7   | 82,1           |
| Résidences secondaires et logements occasionnels (en %) | 2,6          | 24,6   | 9,7            |
| Logements vacants (en %)                                | 15,8         | 9,7    | 8,2            |

### Risques majeurs

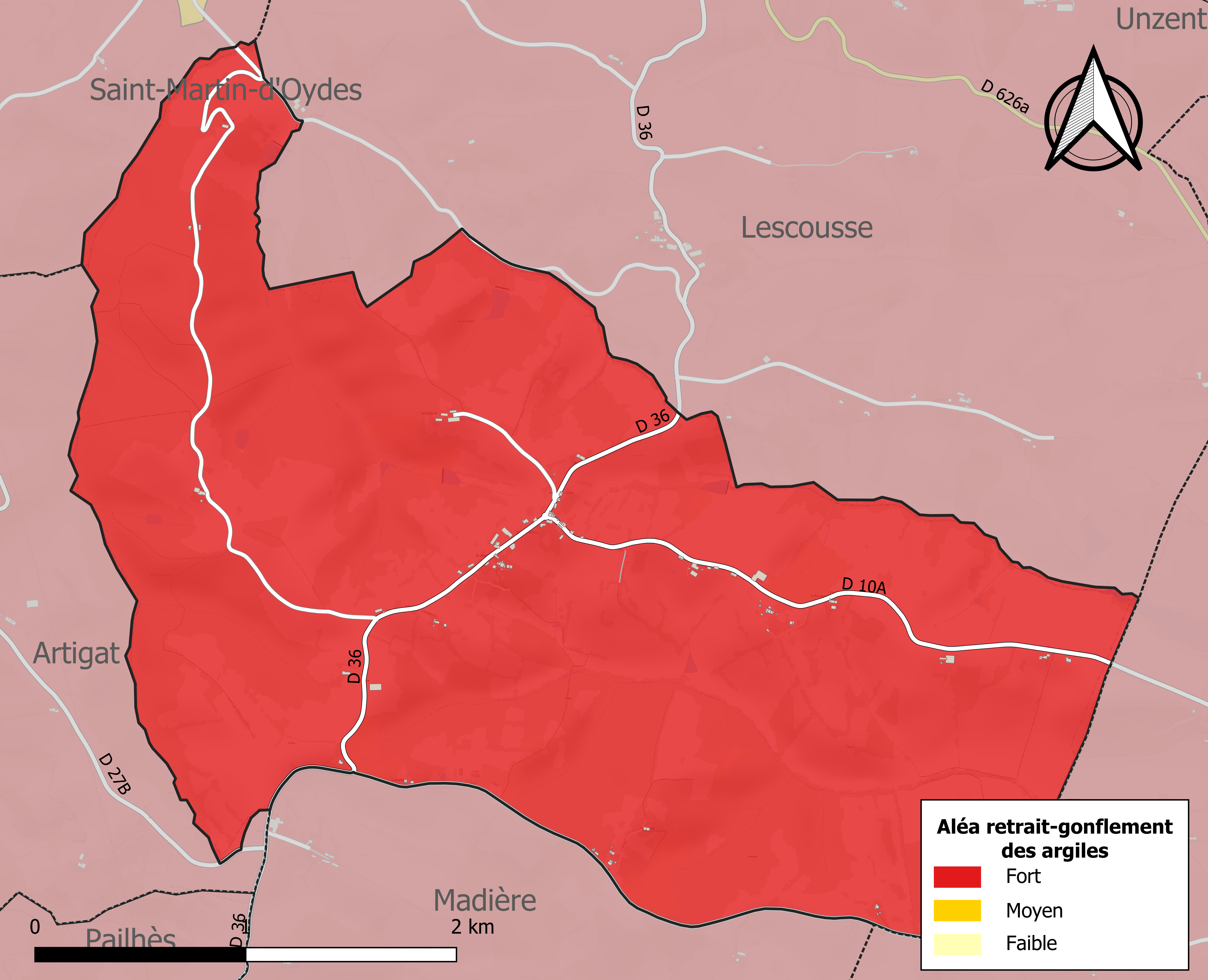
Zonage de l'aléa retrait-gonflement des argiles sur la commune de Saint-Michel.

Le territoire de la commune de Saint-Michel est vulnérable à différents aléas naturels : inondations, climatiques (grand froid ou canicule), mouvements de terrains et séisme (sismicité faible),.
Certaines parties du territoire communal sont susceptibles d’être affectées par le risque d’inondation par débordement d'un cours d'eau, ou ruissellement d'un versant.
Les mouvements de terrains susceptibles de se produire sur la commune sont soit des glissements de terrains soit des mouvements liés au retrait-gonflement des argiles. Près de 50 % de la superficie du département est concernée par l'aléa retrait-gonflement des argiles, dont la commune de Saint-Michel. L'inventaire national des cavités souterraines permet par ailleurs de localiser celles situées sur la commune.

## Toponymie
Durant la Révolution, la commune porte le nom de Barra.
Ses habitants sont appelés les Saint-Micheliens.

## Politique et administration

### Découpage territorial
La commune de Saint-Michel est membre de la communauté de communes des Portes d'Ariège Pyrénées, un établissement public de coopération intercommunale (EPCI) à fiscalité propre créé le 5 octobre 2016 dont le siège est à Pamiers. Ce dernier est par ailleurs membre d'autres groupements intercommunaux.
Sur le plan administratif, elle est rattachée à l'arrondissement de Pamiers, au département de l'Ariège, en tant que circonscription administrative de l'État, et à la région Occitanie.
Sur le plan électoral, elle dépend du canton de Pamiers-1 pour l'élection des conseillers départementaux, depuis le redécoupage cantonal de 2014 entré en vigueur en 2015, et de la deuxième circonscription de l'Ariège  pour les élections législatives, depuis le redécoupage électoral de 1986.

### Liste des maires
| Période                                  | Période  | Identité          | Étiquette | Qualité  |
| ---------------------------------------- | -------- | ----------------- | --------- | -------- |
| 2001                                     | 2014     | Nicole Huget      |           |          |
| 2014                                     | En cours | Sandrine Eychenne | SE        | Employée |
| Les données manquantes sont à compléter. |          |                   |           |          |

## Démographie
| 1793 | 1800 | 1806 | 1821 | 1831 | 1836 | 1841 | 1846 | 1851 |
| ---- | ---- | ---- | ---- | ---- | ---- | ---- | ---- | ---- |
| 152  | 148  | 189  | 218  | 241  | 267  | 238  | 229  | 279  |

| 1856 | 1861 | 1866 | 1872 | 1876 | 1881 | 1886 | 1891 | 1896 |
| ---- | ---- | ---- | ---- | ---- | ---- | ---- | ---- | ---- |
| 290  | 289  | 260  | 282  | 257  | 220  | 217  | 242  | 215  |

| 1901 | 1906 | 1911 | 1921 | 1926 | 1931 | 1936 | 1946 | 1954 |
| ---- | ---- | ---- | ---- | ---- | ---- | ---- | ---- | ---- |
| 199  | 201  | 177  | 144  | 155  | 141  | 126  | 109  | 95   |

| 1962 | 1968 | 1975 | 1982 | 1990 | 1999 | 2005 | 2006 | 2010 |
| ---- | ---- | ---- | ---- | ---- | ---- | ---- | ---- | ---- |
| 98   | 90   | 74   | 74   | 80   | 68   | 79   | 83   | 73   |

| 2015 | 2020 | 2022 | - | - | - | - | - | - |
| ---- | ---- | ---- | - | - | - | - | - | - |
| 74   | 85   | 91   | - | - | - | - | - | - |

## Économie

### Emploi
| Division       | 2008  | 2013   | 2018   |
| -------------- | ----- | ------ | ------ |
| Commune        | 6,8 % | 8,7 %  | 9,8 %  |
| Département    | 8,9 % | 11,1 % | 11,2 % |
| France entière | 8,3 % | 10 %   | 10 %   |

En 2018, la population âgée de 15 à 64 ans s'élève à 46 personnes, parmi lesquelles on compte 82,4 % d'actifs (72,5 % ayant un emploi et 9,8 % de chômeurs) et 17,6 % d'inactifs,. Depuis 2008, le taux de chômage communal (au sens du recensement) des 15-64 ans est inférieur à celui de la France et du département.
La commune est hors attraction des villes,. Elle compte 12 emplois en 2018, contre 24 en 2013 et 35 en 2008. Le nombre d'actifs ayant un emploi résidant dans la commune est de 34, soit un indicateur de concentration d'emploi de 34,7 % et un taux d'activité parmi les 15 ans ou plus de 55,7 %.
Sur ces 34 actifs de 15 ans ou plus ayant un emploi, 10 travaillent dans la commune, soit 29 % des habitants. Pour se rendre au travail, 89,5 % des habitants utilisent un véhicule personnel ou de fonction à quatre roues, 5,3 % s'y rendent en deux-roues, à vélo ou à pied et 5,3 % n'ont pas besoin de transport (travail au domicile).

### Activités hors agriculture
22 établissements sont implantés  à Saint-Michel au 31 décembre 2019. Le tableau ci-dessous en détaille le nombre par secteur d'activité et compare les ratios avec ceux du département,.
Le secteur du commerce de gros et de détail, des transports, de l'hébergement et de la restauration est prépondérant sur la commune puisqu'il représente 40,9 % du nombre total d'établissements de la commune (9 sur les 22 entreprises implantées  à Saint-Michel), contre 27,5 % au niveau départemental.

### Agriculture
La commune fait partie de la petite région agricole dénommée « Coteaux de l'Ariège ». En 2010, l'orientation technico-économique de l'agriculture  sur la commune est l'élevage de bovins pour la viande.
|                                   | 1988 | 2000 | 2010 |
| --------------------------------- | ---- | ---- | ---- |
| Exploitations                     | 14   | 12   | 12   |
| Superficie agricole utilisée (ha) | 333  | 363  | 329  |

Le nombre d'exploitations agricoles en activité et ayant leur siège dans la commune est passé de 14 lors du recensement agricole de 1988 à 12 en 2000 puis à 12 en 2010, soit une baisse de 14 % en 22 ans. Le même mouvement est observé à l'échelle du département qui a perdu pendant cette période 48 % de ses exploitations. La surface agricole utilisée sur la commune a également diminué, passant de 333 ha en 1988 à 329 ha en 2010. Parallèlement la surface agricole utilisée moyenne par exploitation a augmenté, passant de 24 à 27 ha.

## Culture locale et patrimoine

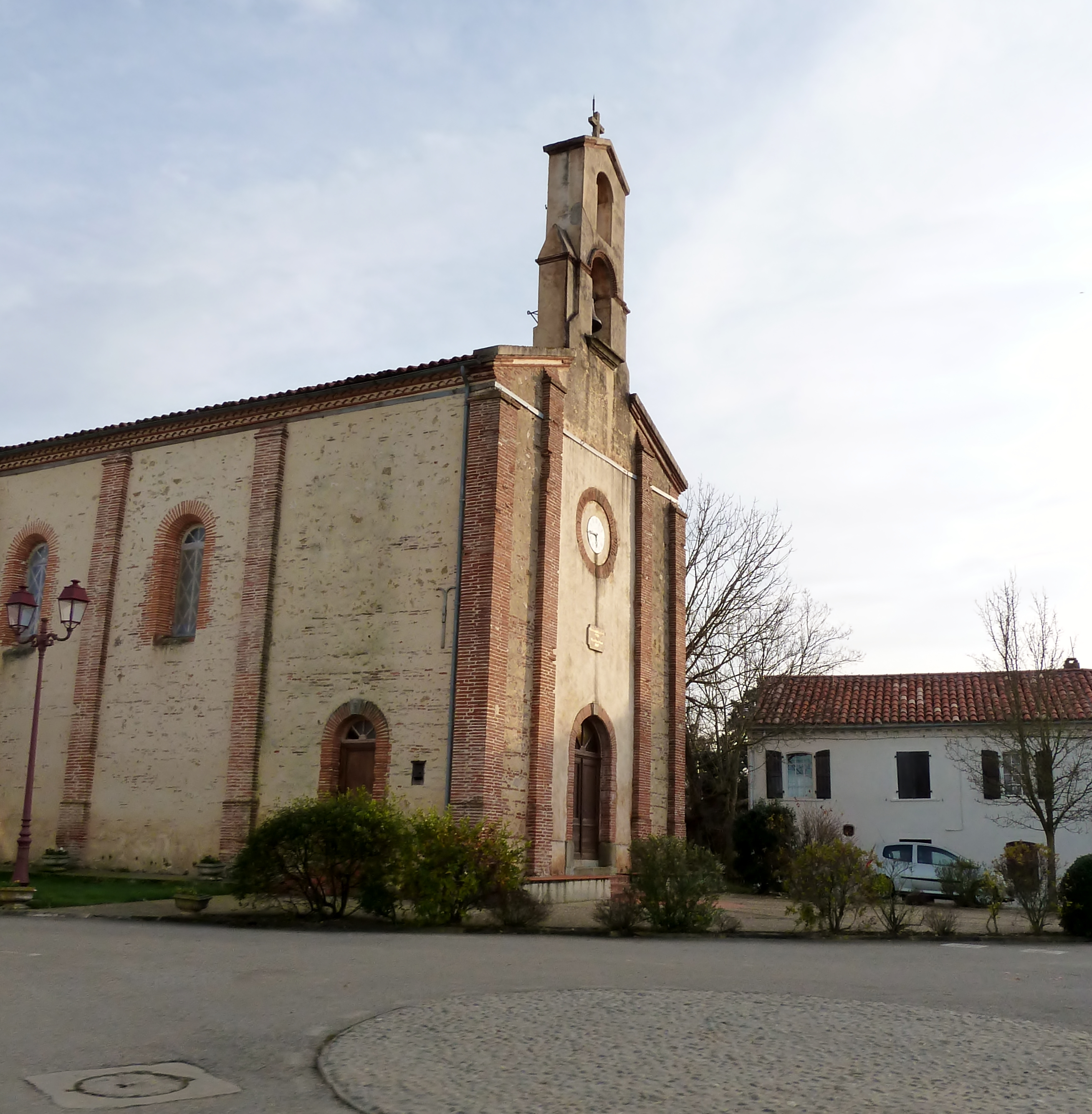
Église Saint-Michel.

### Lieux et monuments
- Église Saint-Michel de Saint-Michel.